# Aeropuerto de Whati
El Aeropuerto de Whati (del inglés: Whati Airport) (IATA: YLE) está ubicado a 1 MN (1.9 km; 1.2 mi) al este de Whati, Territorios del Noroeste, Canadá. En la pista de aterrizaje se pueden encontrar caribús.

## Aerolíneas y destinos
- Air Tindi
  - Yellowknife / Aeropuerto de Yellowknife
  - Wekweeti / Aeropuerto de Wekweeti
  - Gameti / Aeropuerto de Rae Lakes-Gameti
  - Behchoko / Aeropuerto de Rae-Edzo